# Are Tronseth
Are Tronseth (Levanger, 3 settembre 1981) è un allenatore di calcio ed ex calciatore norvegese, di ruolo difensore.

## Carriera

### Giocatore

#### Club
Tronseth iniziò la sua carriera professionistica con la maglia del Rosenborg, squadra per cui esordì il 9 maggio 2001 nell'edizione stagionale della Coppa di Norvegia: subentrò infatti a Morten Knutsen nel successo per undici a zero in casa del Bossekop, segnando anche una delle reti. Nel 2003 passò allo Hamarkameratene, debuttando nella 1. divisjon il 13 aprile nella partita vinta per uno a zero in casa del Bærum, quando sostituì Petter Vaagan Moen. Il 7 maggio andò a segno con una doppietta nel successo per otto a zero in casa del Groruddalen, nell'edizione stagionale della Coppa di Norvegia. Contribuì, con 27 presenze e 2 reti, alla vittoria in campionato dello HamKam e alla conseguente promozione nella massima divisione norvegese. Il 25 aprile 2004, così, debuttò ufficialmente nell'Eliteserien: subentrò infatti a Kenneth Dokken nel pareggio per zero a zero contro lo Stabæk.
Nel 2005 fu ceduto in prestito allo Hønefoss, squadra della 1. divisjon. Con il nuovo club esordì il 10 aprile, nel pareggio a reti bianche in casa del Follo. Il 30 giugno realizzò la prima rete, permettendo alla sua squadra di imporsi per due a uno sul Rosenborg nella Coppa di Norvegia 2005.
L'anno seguente, passò a titolo definitivo al Fredrikstad, tornando così nella massima divisione norvegese. La prima gara per il nuovo club la giocò il 10 aprile 2006, schierato in campo in sostituzione di Mihály Tóth nel pareggio per uno a uno contro il Brann. Dopo soltanto dieci apparizioni, però, fu ceduto a titolo definitivo al Sarpsborg Sparta.
Debuttò il 3 settembre dello stesso anno, giocando da titolare nel pareggio per due a due casa del Sogndal. Giocò nel club per circa due stagioni e mezzo, totalizzando 64 apparizioni e 2 reti in campionato. Nel 2009 fu ingaggiato dallo Haugesund ed esordì nella sfida contro il Tromsdalen che si concluse con il punteggio di due a due. Aiutò lo Haugesund a raggiungere la promozione nell'Eliteserien, attraverso la vittoria in campionato. Affrontò così l'Eliteserien 2010 da titolare e riuscì a raccogliere 28 presenze, con 2 reti.
Il 28 novembre 2011 fu annunciato il suo passaggio al Ranheim, a partire dal 1º gennaio successivo.

#### Nazionale
Nel 2003, Tronseth ha giocato 8 partite per la Norvegia under 21. Ha esordito il 14 gennaio 2003, schierato titolare nel pareggio per 1-1 contro il Brasile, in una sfida amichevole disputatasi a Doha.

### Allenatore
Il 18 novembre 2016, a poche settimane dall'annuncio del suo ritiro dall'attività agonistica, Tronseth è stato nominato nuovo allenatore dello Stjørdals-Blink.
Il 18 dicembre 2019 è entrato nello staff tecnico di Svein Maalen al Ranheim.

## Statistiche

### Presenze e reti nei club
Statistiche aggiornate al 18 dicembre 2019.
| Stagione         | Club              | Campionato       | Campionato | Campionato | Coppe nazionali | Coppe nazionali | Coppe nazionali | Coppe continentali | Coppe continentali | Coppe continentali | Supercoppe | Supercoppe | Supercoppe | Totale | Totale |
| Stagione         | Club              | Comp             | Pres       | Reti       | Comp            | Pres            | Reti            | Comp               | Pres               | Reti               | Comp       | Pres       | Reti       | Pres   | Reti   |
| ---------------- | ----------------- | ---------------- | ---------- | ---------- | --------------- | --------------- | --------------- | ------------------ | ------------------ | ------------------ | ---------- | ---------- | ---------- | ------ | ------ |
| 2009             | Haugesund         | 1D               | 29         | 2          | CN              | 1+              | 0+              | -                  | -                  | -                  | -          | -          | -          | 30+    | 2+     |
| 2010             | Haugesund         | ES               | 28         | 2          | CN              | 3               | 0               | -                  | -                  | -                  | -          | -          | -          | 31     | 2      |
| 2011             | Haugesund         | ES               | 14         | 0          | CN              | 0               | 0               | -                  | -                  | -                  | -          | -          | -          | 14     | 0      |
| Totale Haugesund | Totale Haugesund  | Totale Haugesund | 71         | 4          |                 | 4+              | 0+              |                    | -                  | -                  |            | -          | -          | 75+    | 4+     |
| 2012             | Ranheim           | 1D               | 28         | 3          | CN              | 0               | 0               | -                  | -                  | -                  | -          | -          | -          | 28     | 3      |
| 2013             | Ranheim           | 1D               | 30+4       | 1+0        | CN              | 3               | 0               | -                  | -                  | -                  | -          | -          | -          | 37     | 1      |
| 2014             | Ranheim           | 1D               | 29         | 3          | CN              | 4               | 0               | -                  | -                  | -                  | -          | -          | -          | 33     | 3      |
| 2015             | Ranheim           | 1D               | 28+1       | 4+0        | CN              | 3               | 1               | -                  | -                  | -                  | -          | -          | -          | 32     | 5      |
| 2016             | Ranheim           | 1D               | 26         | 1          | CN              | 2               | 0               | -                  | -                  | -                  | -          | -          | -          | 28     | 1      |
| Totale Ranheim   | Totale Ranheim    | Totale Ranheim   | 141+5      | 12+0       |                 | 12              | 1               |                    | -                  | -                  |            | -          | -          | 158    | 13     |
| 2017             | Stjørdals-Blink 2 | 4D               | ?          | ?          | -               | -               | -               | -                  | -                  | -                  | -          | -          | -          | ?      | ?      |
| 2019             | Lånke             | 5D               | ?          | ?          | -               | -               | -               | -                  | -                  | -                  | -          | -          | -          | ?      | ?      |
| Totale           | Totale            | Totale           | ?          | ?          |                 | ?               | ?               |                    | -                  | -                  |            | -          | -          | ?      | ?      |

## Palmarès

### Giocatore

#### Club

##### Competizioni nazionali
- 1. divisjon: 2

HamKam: 2003
Haugesund: 2009